# Дядькова, Наталия Васильевна
Наталия Васильевна Дядькова (24 августа 1913 — ?) — звеньевая колхоза «14-я годовщина Октябрьской революции» Ярославского района Краснодарского края. Герой Социалистического Труда (6.05.1948).

## Биография
Родилась 24 августа 1913 года в селе Безопасном ныне Труновского района Ставропольского края в семье крестьянина. Русская.
С образованием в 1929 году местного колхоза вступила в него, после окончания курсов трактористов работала механизатором.
До августа 1942 года, в начальный период Великой Отечественной войны трудилась на рытье окопов на подступах к городу Майкоп, затем работала на комбайне в колхозе «14 годовщина Октябрьской революции» Ярославского района Краснодарского края.
В 1945 году возглавила полеводческое звено по выращиванию зерновых, которое по итогам работы в 1947 году получило урожай пшеницы 31,53 центнера с гектара на площади 10 гектаров.
Указом Президиума Верховного Совета СССР от 6 мая 1948 года за получение высоких урожаев пшеницы и кукурузы в 1947 году Дядьковой Наталии Васильевне присвоено звание Героя Социалистического Труда с вручением ордена Ленина и золотой медали «Серп и Молот». 
Участница ВСХВ и ВДНХ СССР. Удостоена звания «Заслуженный работник сельского хозяйства Кубани» (1996).
Последнее время проживала в городе Армавир Краснодарского края. Дата смерти не установлена.

## Награды
- Медаль «Серп и Молот» (06.05.1948);
- Орден Ленина (06.05.1948).
- Медаль «За доблестный труд в Великой Отечественной войне 1941—1945 гг.»
- Медаль «В ознаменование 100-летия со дня рождения Владимира Ильича Ленина» (6 апреля 1970)
- Медаль «Ветеран труда»
- медалями ВСХВ и ВДНХ
- и другими
- Отмечена грамотами и дипломами.

## Память

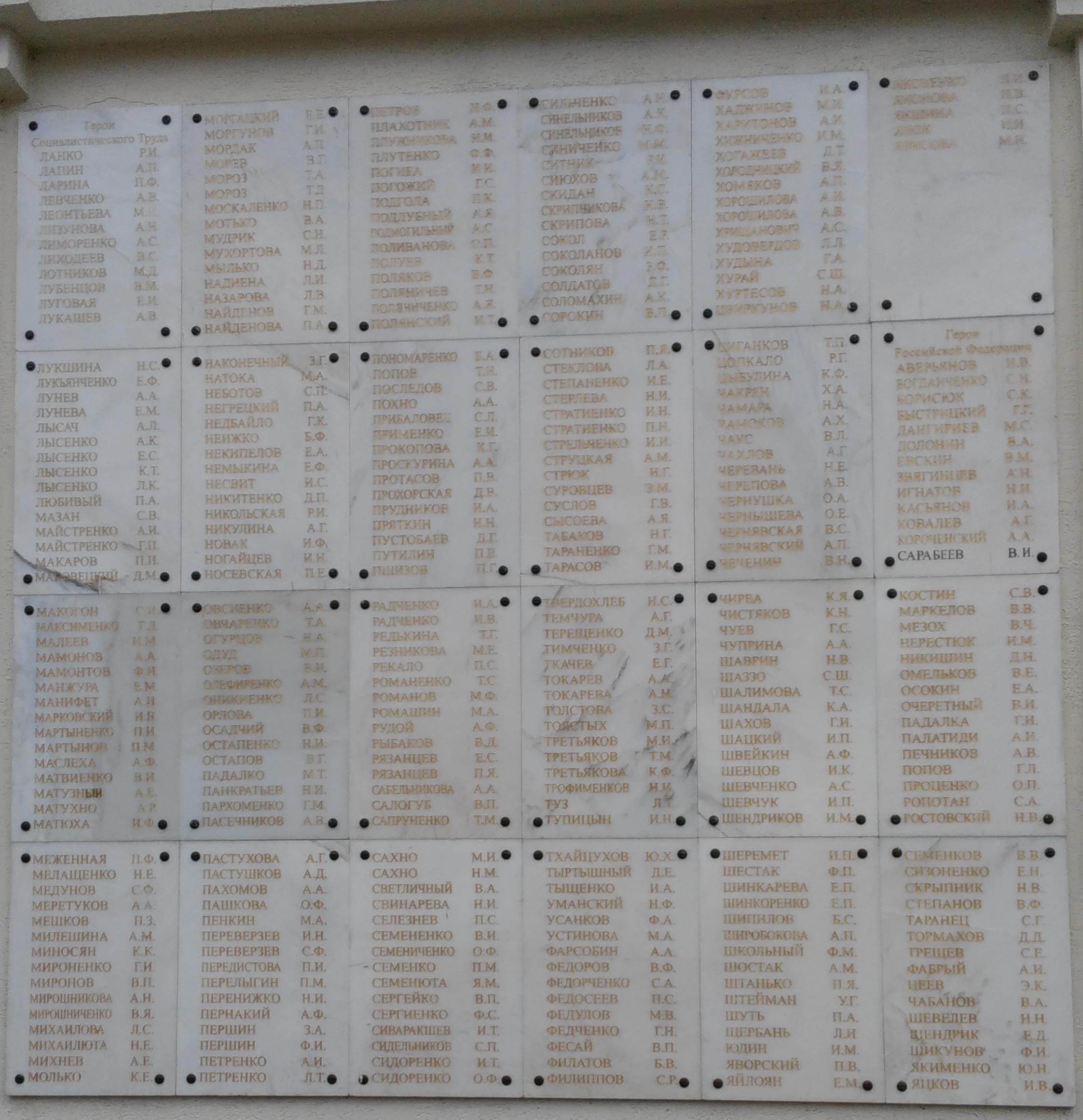
Мемориальная доска с именами Героев Социалистического Труда Кубани и Адыгеи. Краснодар 2017

- На могиле установлен надгробный памятник.
- Имя Героя золотыми буквами вписано на мемориальной доске в Краснодаре.